# Emmanuel Yosip
Emmanuel Yosip (ur. 24 listopada 1958 w Bagdadzie) – duchowny Asyryjskiego Kościoła Wschodu, od 1990 biskup Kanady. Sakrę otrzymał 3 czerwca 1990 roku. Członek Świętego Synodu. Pochodzi z Iraku.